# Венес (коммуна)
Вене́с (фр. Vénès, окс. Venés) — коммуна во Франции, находится в регионе Юг — Пиренеи. Департамент — Тарн. Входит в состав кантона Плен-де-л’Агу. Округ коммуны — Кастр.
Код INSEE коммуны — 81311.

## География

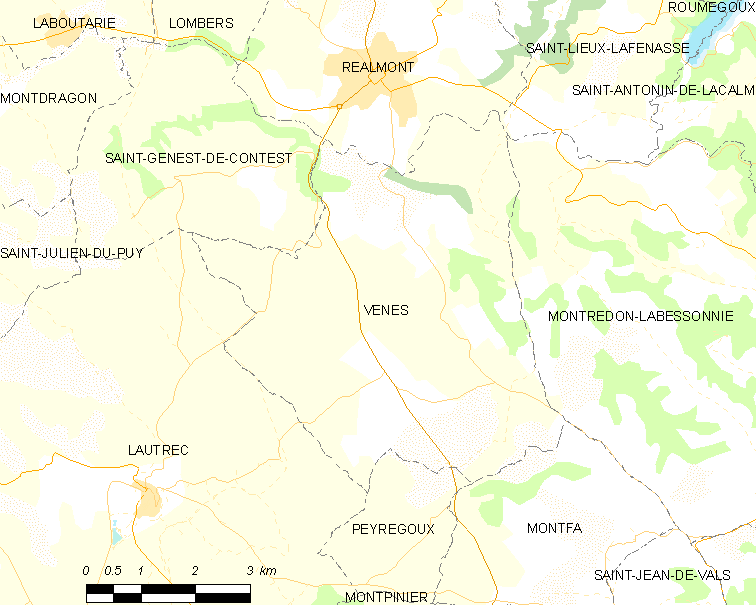
Карта коммуны

Коммуна расположена приблизительно в 570 км к югу от Парижа, в 65 км восточнее Тулузы, в 23 км к югу от Альби.
На севере коммуны протекает река Даду.

## Климат
Климат умеренно-океанический. Зима мягкая и дождливая, лето жаркое с частыми грозами. Ветры довольно редки.

## Население
Население коммуны на 2010 год составляло 732 человека.
| 1962 | 1968 | 1975 | 1982 | 1990 | 1999 | 2010 |
| ---- | ---- | ---- | ---- | ---- | ---- | ---- |
| 644  | 541  | 477  | 524  | 558  | 584  | 732  |

## Экономика
В 2007 году среди 437 человек в трудоспособном возрасте (15—64 лет) 323 были экономически активными, 114 — неактивными (показатель активности — 73,9 %, в 1999 году было 73,8 %). Из 323 активных работали 305 человек (177 мужчин и 128 женщин), безработных было 18 (6 мужчин и 12 женщин). Среди 114 неактивных 33 человека были учениками или студентами, 38 — пенсионерами, 43 были неактивными по другим причинам.